# 大学出版局
大学出版局は、大学に属する、学術的な書籍を中心とした出版物を出版する組織であり、多くの場合その運営は非営利である。大学出版会または大学出版社（英: university press）とも呼ばれる。
世界的にはオックスフォード大学出版局、ケンブリッジ大学出版局、プリンストン大学出版局、シカゴ大学出版局、ハーバード大学出版局、スタンフォード大学出版局などが有名である。

## 日本
斜体は、大学出版部協会に未加盟の大学出版部（2023年11月現在）。
- 北海道大学出版会
- 弘前大学出版会
- 東北大学出版会
- 筑波大学出版会
- 東京大学出版会
- 東京外国語大学出版会
- 東京学芸大学出版会
- 東京藝術大学出版会
- 東京農工大学出版会
- 名古屋大学出版会（名古屋大学単独の出版会ではなく、中部地方の国公私立大学の共同学術出版会）
- 富山大学出版会
- 三重大学出版会
- 京都大学学術出版会
- 大阪大学出版会
- 大阪公立大学共同出版会（大阪市立大学と大阪府立大学の共同学術出版会）
- 神戸大学出版会
- 岡山大学出版会
- 広島大学出版会
- 九州大学出版会（九州大学単独の出版局ではなく沖縄、九州地方、中国地方の国公私立大学27校の共同学術出版局）

- 北海学園大学出版会
- 青森大学出版局
- 国際医療福祉大学出版会
- 流通経済大学出版会
- 聖学院大学出版会
- 神田外語大学出版局
- 聖徳大学出版会
- 麗澤大学出版会
- 慶應義塾出版局（1872-1884年。日本の大学出版局の嚆矢とされる）
- 慶應義塾大学出版会
- 産業能率大学出版部
- ＳＵＰ上智大学出版
- 専修大学出版局
- 大正大学出版会
- 玉川大学出版部
- 中央大学出版部
- 東京電機大学出版局
- 東京農業大学出版会
- 文化出版局
- 法政大学出版局
- 武蔵野大学出版会
- 武蔵野美術大学出版局
- 明星大学出版部
- 立教大学出版会
- 早稲田大学出版部
- 帝京大学出版会[1]
- 関東学院大学出版会
- 東海大学出版会
- 城西国際大学出版会
- 静岡学術出版
- 松本大学出版会
- 金沢医科大学出版局
- 皇學館大学出版部
- 大阪経済法科大学出版部
- 関西大学出版部
- 関西学院大学出版会
- 女子栄養大学出版部
- 放送大学教育振興会（2005年3月末まで加盟）

## 英語圏

### 英国
- バス大学出版局
- バーミンガム大学出版局
- ケンブリッジ大学出版局
- チェスター学術出版局
- エディンバラ大学出版局
- エクセター大学出版局
- ハートフォードシャー大学出版局
- リバプール大学出版局
- マンチェスター大学出版局
- ミドルセックス大学出版局
- ノッティンガム大学出版局
- オックスフォード大学出版局
- スーリス出版 (バーススパ大学)
- ウェールズ大学出版局
- ヨーク大学音楽出版局

### 米国
- ボブジョンズ大学出版局
- カーネギーメロン大学出版局
- コロンビア大学出版局
- コーネル大学出版局
- デンブリッジ出版
- デューク大学出版局
- フォーダム大学出版局
- ジョージタウン大学出版局
- ハーバード大学出版局
- ジョンズ・ホプキンス大学出版局
- ケント州立大学出版局
- ルイジアナ州立大学出版局
- マサチューセッツ工科大学出版局
- ミシガン州立大学出版局
- ムーディー出版
- ノースウェスタン大学出版局
- ニューヨーク大学出版局
- ペン州出版
- プリンストン大学出版局
- ラトガース大学出版局
- スタンフォード大学出版局
- ニューヨーク州立大学出版局
- テキサスA&M大学出版局
- アクロン大学出版局
- アラスカ大学出版局
- アリゾナ大学出版局
- カリフォルニア大学出版局
- シカゴ大学出版局
- ジョージア大学出版局
- イリノワ大学出版局
- ネブラスカ大学出版局
- ピッツバーグ大学出版局
- フロリダ大学出版局
- ケンタッキー大学出版局
- ニューイングランド大学出版局
- テキサス大学出版局
- ヴァージニア大学出版局
- ウェイン州立大学出版局
- ウォートン・スクール出版局
- イェール大学出版局

### オーストラリア
- メルボルン大学出版局
- ニューサウスウェールズ大学出版局
- クイーンズランド大学出版局
- 西オーストラリア大学出版局
- モナシュ大学出版局

### カナダ
- マジル・クイーン大学出版局
- アルベルタ大学出版局
- トロント大学出版局

### ニュージーランド
- オタゴ大学出版局
- ヴィクトリア大学出版局

### 南アフリカ共和国
- ケープタウン大学出版局
- ウィトワタスランド大学出版局

### シンガポール
- シンガポール国立大学出版会

## アジア（シンガポールを除く）

### 台湾
- 国立台湾大学出版中心

### 中国
- 北京大学出版社
- 清華大学出版社
- 復旦大学出版社
- 大連理工大学出版社
- 東北財経大学出版社
- 外語教学与研究出版社
- 華中科技大学出版社
- 華東師範大学出版社
- 広西師範大学出版社
- 北京航空航天大学出版社
- 北京語言大学出版社
- 山東大学出版社

#### 香港
- 香港大学出版社
- 香港中文大学出版社

## 欧州（イギリスを除く）

### オランダ
- アムステルダム大学出版局

### デンマーク
- ムーセウム・トゥスクラーヌム出版
- 南デンマーク大学出版局

### フィンランド
- フィンランド大学出版

### フランス
- Editions de l'Ecole Normale Supérieure
- Editions de l' Ecole Polytechnique
- Éditions de l’École des hautes études en sciences sociales (EHESS)
- Presses universitaires de France (PUF)
- Presses universitaires de Rennes (PUR)
- Presses de Sciences Po

### ハンガリー
- 中欧大学出版局

### ポーランド
- コペルニクス大学出版局

### ルーマニア
- カルテア大学出版局